# Ti slips og et hjerte
|  | Denne artikel er oprettet af botten PalnaBot ud fra en ekstern database. Den kan derfor have sproglige fejl eller mangler. Denne skabelon kan fjernes efter kontrol af indholdet. |

Ti slips og et hjerte er en kortfilm fra 1967 instrueret af Henning Ørnbak efter manuskript af Leif Petersen.

## Handling
Med instruktørens egne ord: "Ti slips og et hjerte" er den diplomatiske titel på et paradoks. Det urkomiske ved alvoren i vor tid. I filmens centrum står hun, pigebarnet, ungdommen. Ikke at nogen skal tro, den er anderledes - ungdommen - men omgivelserne er unægtelig mere forvirrende end tidligere; de vælter anmassende ind over de unge med klichéer og symboler og popidyl, der spidsfindigt beretter om, hvordan man skal være moderne.